# هان (ژاپن)
هان (به ژاپنی: 藩 han) به معنی قلمرو یا تیول فئودالی یک واژه ژاپنی است. به املاک یک جنگجو پس از قرن دوازدهم یا یک دایمیو در دوره ادو (۱۶۰۳–۱۸۶۸) و اوایل دوره میجی ۱۸۶۸–۱۹۱۲ هان گفته می‌شود.
در دوره شوگون‌سالاری توکوگاوا به مالکانی که بیش از ۱۰٬۰۰۰ کُکو (۳٫۵۹۳۷ ککو برابر است با یک متر مکعب) زمین داشتند، دایمیو گفته می‌شد. به ملک هر دایمیو نیز هان گفته می‌شد. تعداد هان‌ها در طول این دوره به‌طور مداوم در حال تغییر بود و زمانی به ۵۰۰ هان نیز رسیده است. به‌طور متوسط تعداد هان‌ها در دوره ادو ۲۷۰ هان بوده است.